# Elerio
Elerio di Jersey o di Tongres, noto anche come Eliero, Eleto, Eliberto, Erliero o Elero (in inglese: Helier, Helerous, Eletus, Helibertus, Herlier o Elier; Atuatuca Tungrorum, VI secolo – 555) è stato un eremita e martire cristiano, venerato come santo nonché patrono dell'Isola di Jersey e in particolare della città di Saint Helier.

## Biografia
I dettagli della sua biografia vengono evinti dalle agiografie redatte dai bollandisti negli Acta Sanctorum del 1725.
Nacque probabilmente nel VI secolo, tra il 510 e il 520, ad Atuatuca Tungrorum dal nobile Sigoberto (o Sigeberto) e dalla moglie Lusegarda, sueba, entrambi pagani. I due avrebbero tentato invano di concepire un figlio per circa sette anni e sentendosi inascoltati dalle proprie divinità si rivolsero al predicatore cristiano Cuniberto, che gli promise di pregare affinché la coppia potesse avere un figlio a patto che quest'ultimo venisse consacrato come cristiano. Dopo la nascita di questo figlio, i coniugi non mantennero la loro promessa e all'età di sette anni il giovane Elerio fu paralizzato da una misteriosa malattia. Per questa ragione Sigoberto e Lusegarda consegnarono il loro unico figlio a Cuniberto, affinché se ne prendesse cura e lo educasse.
Il giovane Elerio divenne precocemente protagonista di alcuni miracoli tra cui, secondo le leggende: una negoziazione coi topi che avevano invaso il suo giardino, la cura della cecità e la rimozione di un serpente che si era insinuato nella bocca di un uomo nel sonno. Il padre tuttavia, impaziente che il figlio potesse tornare a casa e preoccupato dell'influenza cristiana, uccise Cuniberto ed Elerio quindi fuggì prima a Thérouanne, dove rimase per almeno cinque anni prima, e poi a Nantus, dove fu battezzato dall'abate Marculfo, che lo spinse a recarsi sull'isola di Jersey, allora abitata da poche decine di persone e spesso bersaglio delle razzie dei Vandali e dei Vichinghi.
Elerio, giunto sull'isola, stabilì un suo eremo e fu visitato almeno una volta da Marculfo; contestualmente l'isola era prossima ad un'ulteriore incursione vichinga, che sarebbe stata sventata con l'intercessione divina grazie alle preghiere di Elerio e Marculfo. Elerio rimase sull'isola per almeno 15 anni, mangiando una volta alla settimana.
Intorno al 555 alcuni Vandali assaltarono l'isola e decapitarono Elerio, che tuttavia avrebbe preso tra le mani la sua testa e si sarebbe recato verso la costa; i pirati, spaventati, fuggirono e l'isola si salvò nuovamente. Il suo corpo fu poi traslato presso l'abbazia di Beaubec-la-Rosière.